# Монастырь Шварцах
Монастырь Шварцах (нем. Kloster Schwarzach) — бывший бенедиктинский монастырь, располагавшийся в одноимённом районе баден-вюртембергской общины Райнмюнстер; впервые упоминался в документах от 826 года. От монастыря сохранился романский собор Шварцах, освящённый в честь Святых Петра и Павла.